# Християнізація Моравії

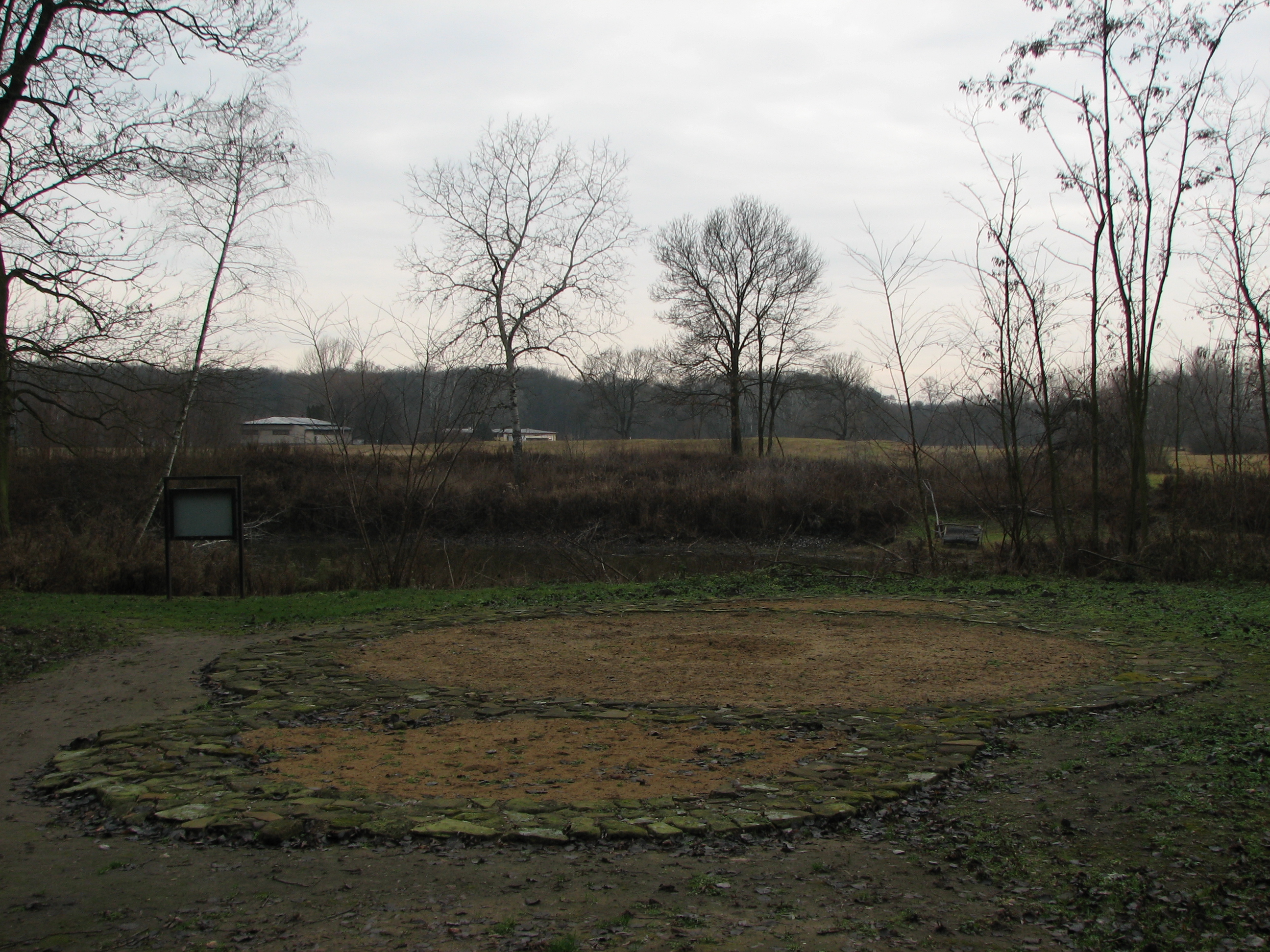
Залишки церкви періоду Великої Моравії на території історичної пам'ятки Мікулчице-Вали.

Християнізація Моравії — поширення християнської релігії на землях середньовічної Моравії (Великої Моравії).

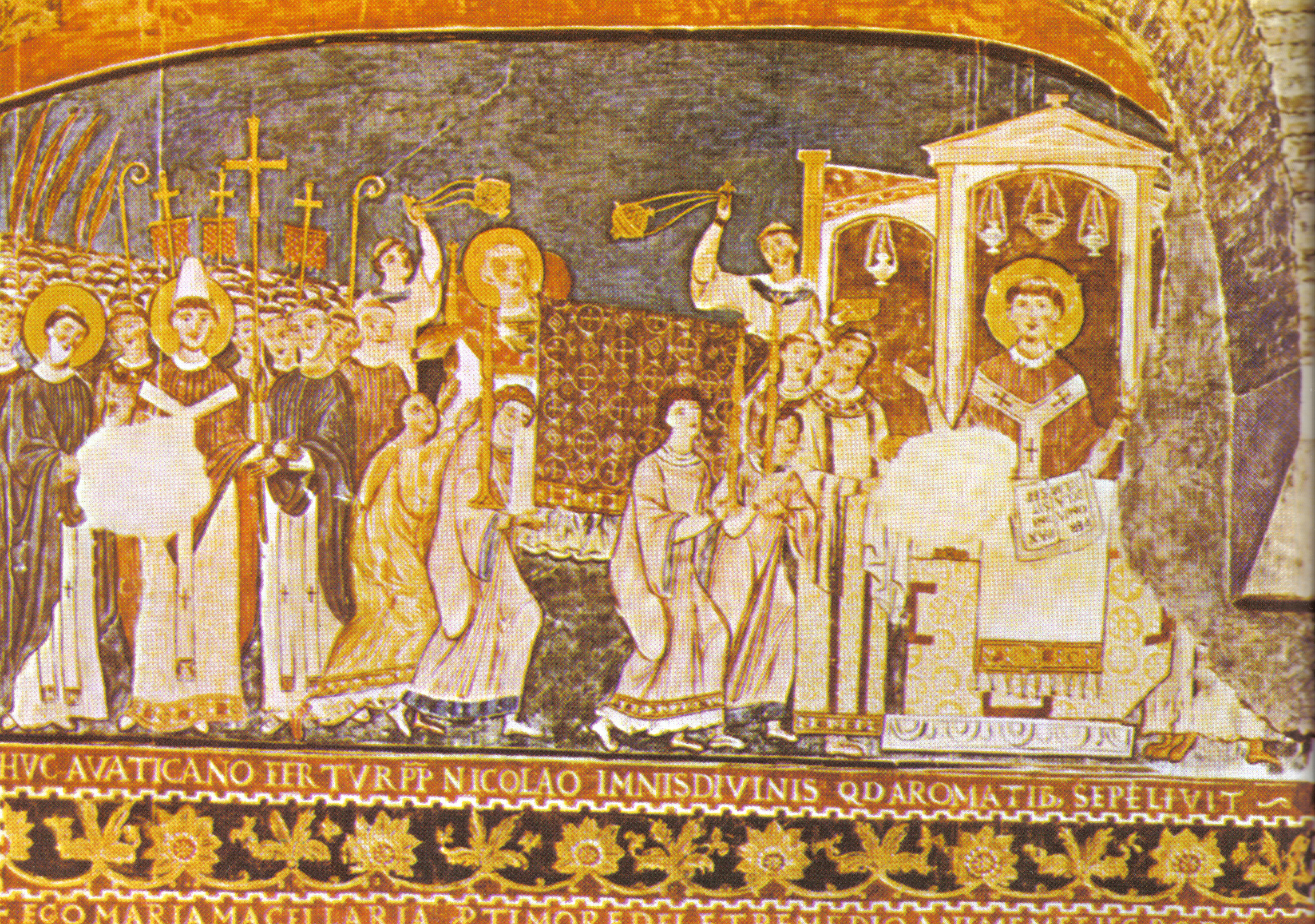
Костянтин і Мефодій у Римі, фреска XI століття

Те, що сучасні історики називають Великою Моравією, було слов'янською державою, що існувала в Центральній Європі приблизно з 830 року до початку X століття. Територія Великої Моравії спочатку була євангелізована місіонерами з Франкської імперії або Візантійських анклавів в Італії та Далмації з початку VIII століття, а іноді й раніше. Пассауській єпархії було доручено створити церковну структуру в Моравії. Перша християнська церква західних та східних слов'ян, відома з письмових джерел, була збудована у 828 році Прібіною, правителем і князем Нітранського князівства, хоча, ймовірно, сам все ще був язичником, у його володінні під назвою Нітрава (сьогодні Нітра, Словаччина). Перший моравський правитель, відомий на ім'я, Моймир I, був охрещений у 831 році єпископом Пассау Регінгаром. Через внутрішні суперечки між моравськими правителями, 846 року Моймир був скинутий Ростиславом; оскільки Моймир дотримувався франкського католицизму, Ростислав попросив підтримки у Візантійської імперії та приєднався до східного православ'я.
Незважаючи на формальне схвалення елітами, Великоморавське християнство аж до 852 року описувалося як таке, що містить багато язичницьких елементів. Найважливішу подію в християнізації Моравії традиційно пов'язують з впливом візантійських братів-місіонерів, святих Кирила та Мефодія, які прибули до Моравії 863 року. Кирило переклав літургію та перикопи слов'янською мовою (їхній переклад став основою старослов'янської мови), що дало початок народній слов'янській церкві, яка швидко перевершила раніше боротьбу з римо-католицькими місіями з їхніми іноземними німецькими священиками та латинською літургією. Кілька років по тому сусіднє герцогство Богемія також було навернене до християнства, а його правитель Боривой I 867 року охрестився (християнізація Моравії також вплинула на Польщу, яка була християнізована століттям пізніше, і де серед перших євангелістів були моравські місіонери). Невдовзі Растиславу вдалося створити церкву, незалежну як від німців, так і від Константинополя, підпорядковану безпосередньо Римському престолу. Було відкрито нову єпархію Паннонії, першим архієпископом якої став Мефодій.
Після смерті наступника Растислава, Святополка I (який 886 року вигнав учнів Мефодія з Моравії, фактично поклавши край існуванню слов'янської літургії у своєму королівстві), Моравія була розділена між її сусідами (Богемією та Угорщиною), і слов'янська церква занепала, замінивши її церквами, які краще утвердилися на цих інших територіях. Проте, низка вигнаних слов'янських церковних священнослужителів та вчених знайшли притулок у Болгарії, де їхні вчення, літургійні та грамотні традиції були успішно включені до ранньої Болгарської православної церкви та значною мірою сформували середньовічну болгарську культуру.